# Karel Havelka
Karel Havelka (* 20. května 1953, Rumburk) je český římskokatolický kněz, který byl v letech 1996 až 2008 generálním vikářem litoměřické diecéze a děkanem litoměřické katedrální kapituly. Jako bilingvní kněz dlouhodobě působí na poli budování česko-německých vztahů, zvláště pro usmíření mezi sousedskými národy a budování mostů mezi nimi.

## Život

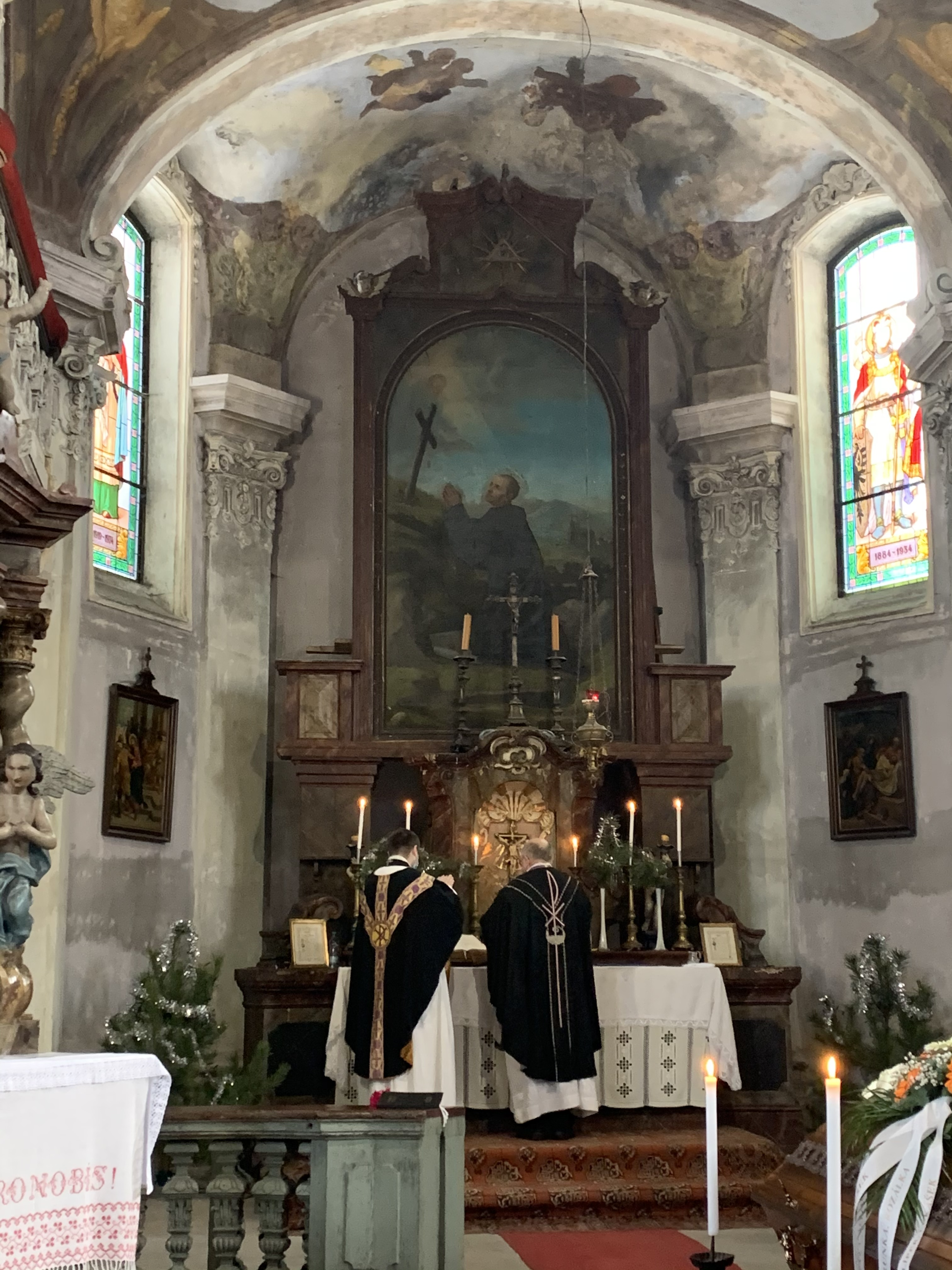
Kanovník Karel Havelka celebruje pohřební mši ad orientem v kostele sv. Havla v Liběchově (forma ordinaria)

Karel Havelka pochází z česko-německé rodiny ze severeočeského Šluknova. Po absolvování rumburského gymnázia vystudoval Cyrilometodějskou bohosloveckou fakultu v Litoměřicích. Dne 28. června 1980 byl v Litoměřicích vysvěcen na kněze. Poté působil krátce jako farní vikář v Liberci a ještě v roce 1980 byl ustanoven farním vikářem v Mladé Boleslavi, jímž zůstal do 30. června 1983. Od 1. července 1983 se stal administrátorem v Krnsku a administrátorem excurrendo farností Dolní Slivno a Horky nad Jizerou, avšak v roce 1984 byl přeložen do Litoměřic, kde působil jako administrátor děkanství u kostela Všech svatých. Dále byl ustanoven rovněž administrátorem excurrendo ve farnostech Homole u Panny, Proboštov, Touchořiny, Třebušín (od 1. února 1992) a Žitenice.
Dne 1. prosince 1996 byl jmenován do funkce generálního vikáře litoměřické diecéze, přičemž zůstal i nadále administrátorem děkanství u kostela Všech svatých a od 1. února 1999 byl jmenován litoměřickým děkanem. Od 1. září 1998 do 12. února 2011 byl také proboštem Katedrální kapituly u sv. Štěpána v Litoměřicích, jejímž kanovníkem je dosud. Po nástupu biskupa Pavla Posáda v roce 2003 byl do funkce generálního vikáře jmenován opětovně, a to nejprve na dobu šesti měsíců, poté na dobu jednoho roku. V listopadu 2004 jej ve funkci generálního vikáře potvrdil tehdy nově ustanovený apoštolský administrátor litoměřické diecéze Dominik Duka.
V úřadu generálního vikáře setrval do 31. prosince 2008, funkci děkana vykonával do 30. července 2010. V období od 1. ledna 2009 do 31. prosince 2010 byl na základě rozhodnutí biskupa Baxanta biskupským vikářem litoměřické diecéze pro záležitosti v oblasti přípravy rozhodnutí ve věcech majetkoprávních. Od 1. srpna 2010 byl ustanoven farářem v Žitenicích a nadále zůstává také administrátorem excurrendo ve farnostech Homole u Panny, Proboštov, Touchořiny a Třebušín. Je také čestným kanovníkem Královské kolegiátní kapituly sv. Petra a Pavla na Vyšehradě. Dne 14. února 2014 byl biskupem Janem Baxantem jmenován děkanem Katedrální kapituly v Litoměřicích. Instalace proběhla 2. března 2014. Úřád děkana kapituly, s nímž je spojen titul prelát, vykonával až do 12. dubna 2024, kdy jej nahradil Martin Davídek.
Karel Havelka je často zván jako hlavní celebrant na různé poutní mše v litoměřické diecézi, například na Anenskou pouť v kapli svaté Anny v Lobendavě, Vilémovskou pouť v kostele Nanebevzetí Panny Marie ve Vilémově či pouť v kostele Panny Marie Sněžné na Sněžné, ale také na různé události týkající usmíření se Sudetskými Němci. Díky častým kontaktům s krajanskými německými spolky i příhraniční spoluprací se mu podařilo obnovit řadu kulturních památek.